# 中濁線
中濁線（ちゅうだくせん）は台湾台中市の台湾糖業公司台中糖廠が運営していた軽便鉄道路線。1961年に廃止された。
元は戦前に運蔗（サトウキビ輸送）のために台中糖廠から現南投市を結んでいた帝国製糖の「中南線」と名間から北上して現南投市を結んでいた明治製糖の路線「濁水線」が戦後に台湾糖業鉄道の路線として一本化されたものである。戦後は南北平行予備線の一部をなしたが、1959年に台風による被災で旅客営業を休止、貨物輸送もモータリゼーションの発達に押されて衰退し、1961年に廃止された。
その後統一地方選挙の実施年が近づく度に台中捷運の路線として当路線を事実上復活させる計画が浮上している。2014年には橘線の南投延伸線として、その後2018年にも藍線の延伸線として提唱された。

## 路線データ
- 経営管轄：台湾糖業股份有限公司

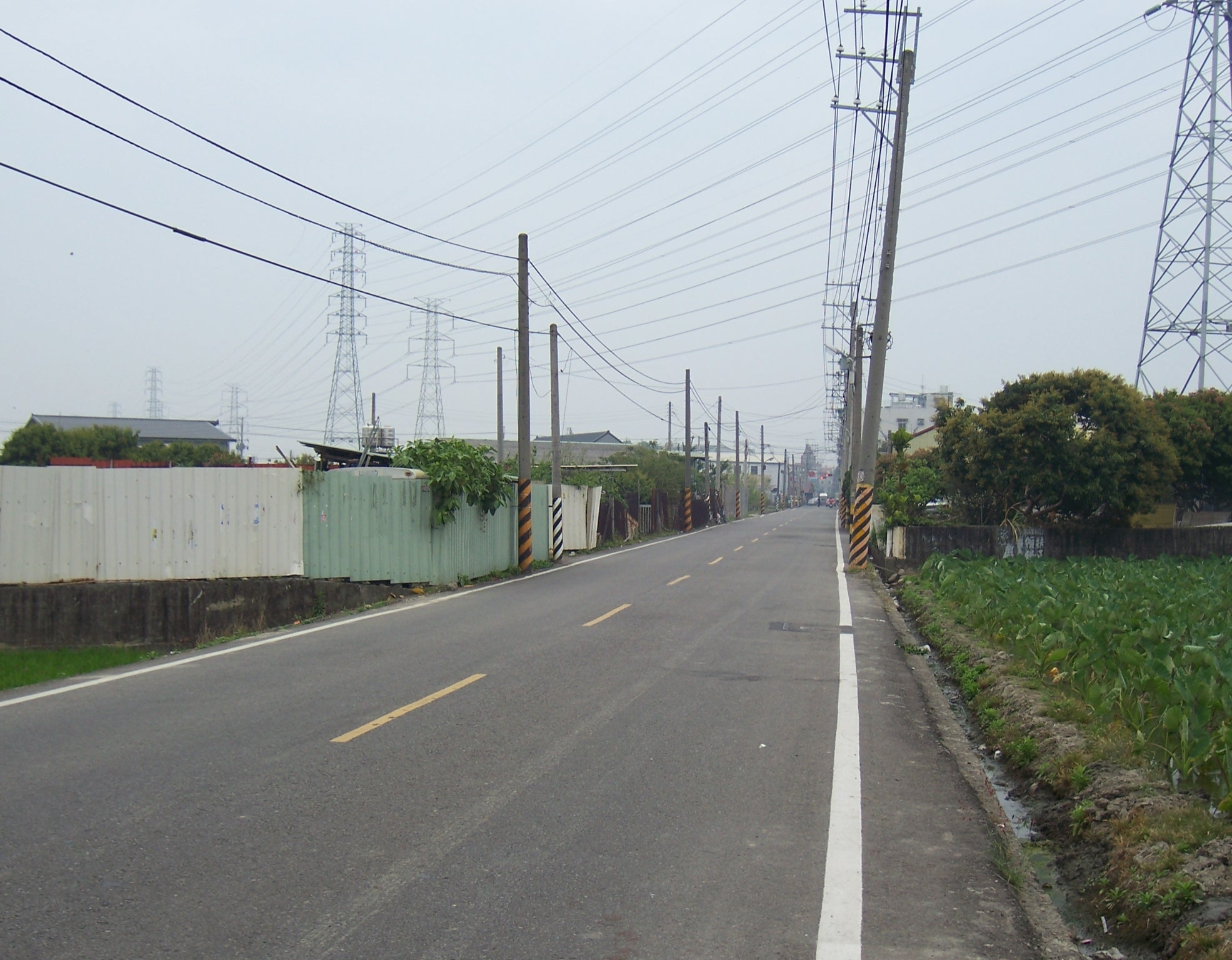
台中市霧峰区の錦州路。かつて中濁線の経路だった。

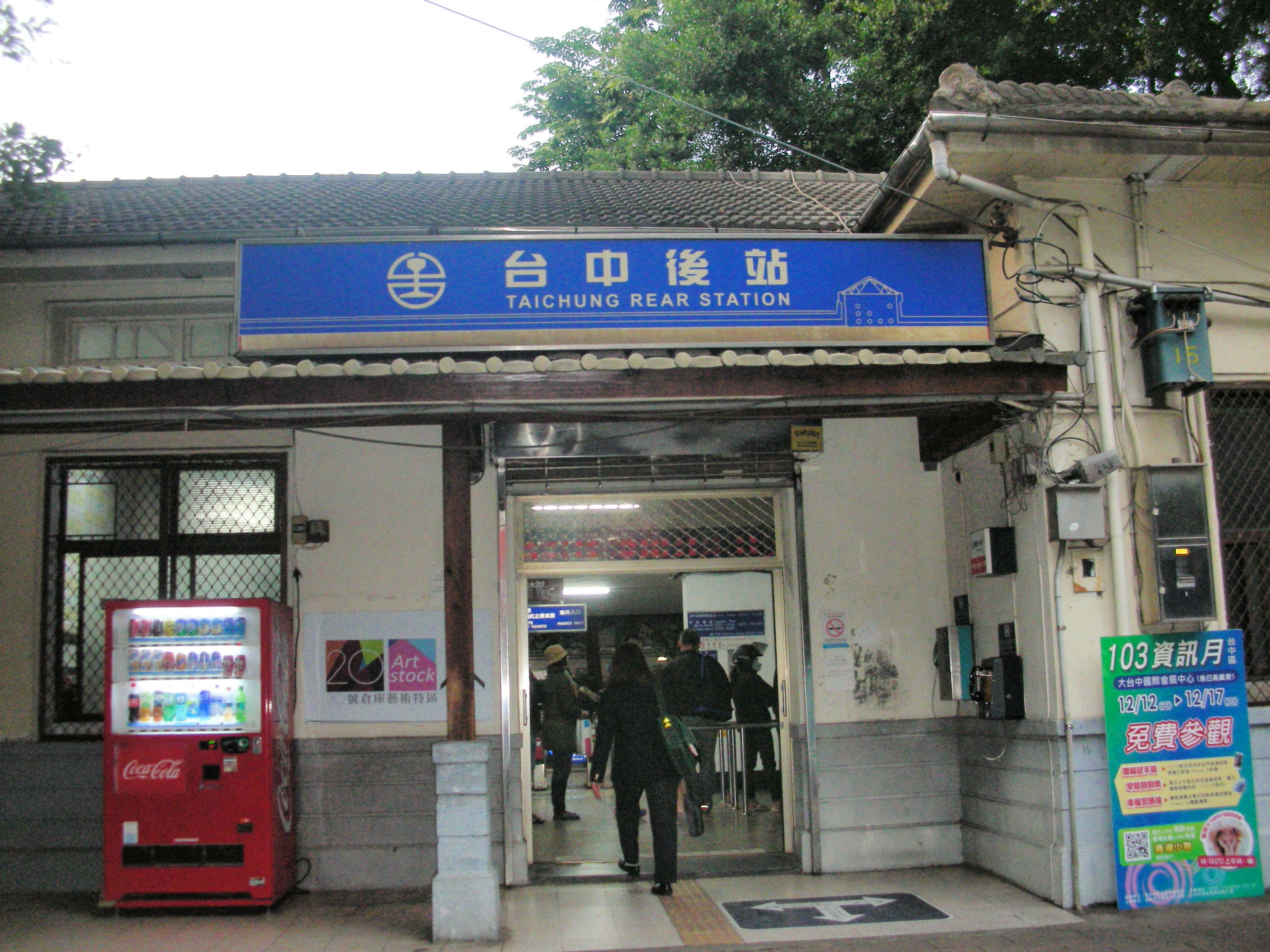
台中駅後站

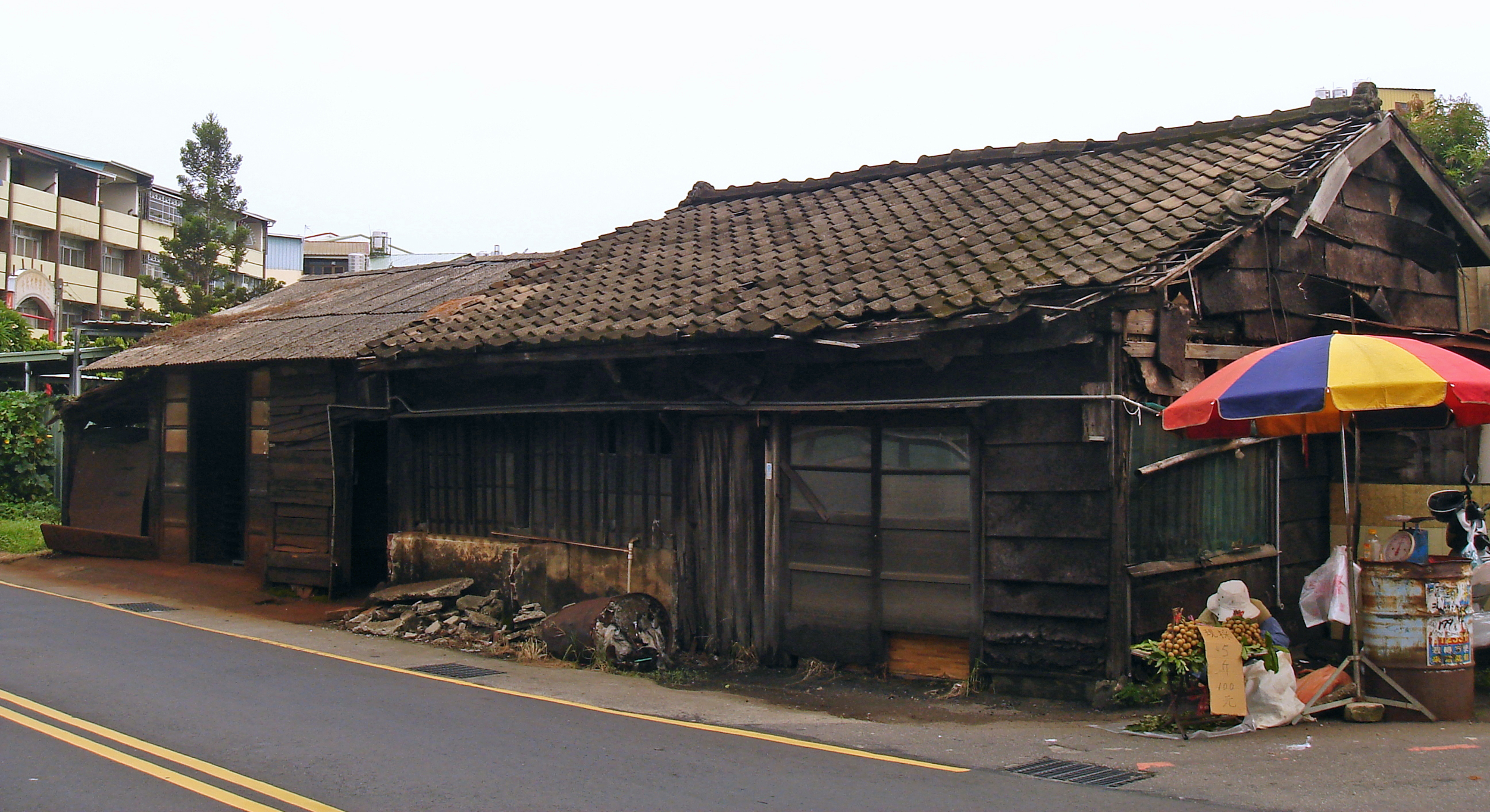
太平駅

- 路線距離（営業キロ）：39.2km（中南線：台中～南投間30.0km；濁水線：南投～濁水間9.2km）
- 軌間：762mm
- 駅数：28駅（起終点駅含む。中南線：20駅、濁水線8駅）
- 複線区間：なし（全線単線）
- 電化区間：なし（全線非電化）
- 支線：2（桐林支線、霧峰工業区支線[5]）

## 沿革
- 1911年（明治44年）11月21日 - （中央製糖中央線）二八水 - 南投停車場間開業[註 1][6]
- 1914年（大正3年）12月20日 - （彰南鉄道）彰南線（中国語版）石頭埔 - 営盤口 - 南投間が開業[7]。
- 1916年（大正5年）
  - 3月18日 - （帝国製糖中南線）台中 - 万斗六間開業[8]、同年4月11日に旅客営業開始[1]。
  - 7月10日 - （彰南鉄道）彰南線廃止、法人解散[9]。
  - 9月10日 - （帝国製糖中南線）台中 - 太平庄間を0.2マイル延伸、駅間に本社前駅開業[10]。
- 1917年（大正6年）
  - 11月30日 - 坑口駅廃止[11]
  - 12月1日 - 六股駅開業[11]。
- 1918年（大正7年）6月30日 - （帝国製糖中南線）万斗六 - 南投間開業[12]。営盤口 - 南投間は旧彰南線を流用。
- 1920年（大正9年）6月1日 - （明治製糖濁水線）南投停車場を「會社前」に改称。
- 1933年（昭和8年）5月31日 - （明治製糖濁水線）南投 - 濁水間延伸開業[13]。
- 1941年（昭和16年） - （中南線）帝国製糖を合併した大日本製糖の経営となる。
- 1945年（昭和20年/民国34年） - 中南線と中濁線が台湾糖業鉄道中濁線として統合される。
- 1951年 - 南北平行予備線（1953年全通）の北側起点駅となる。
- 1957年 - 中興新村の設立に伴い省府前駅が開業[14]。
- 1959年8月7日 - 八七水災（中国語版）烏渓大橋が被災し旅客営業を休止、貨物輸送は鳥渓以北で継続した。南北平行予備線は二水起点へと変更された[1]。
- 1961年 - 廃止。
- 1964年 - 旧台中駅が台湾鉄路管理局台中駅後站として改築される[15]。

## 駅一覧
所在地は廃止当時のもの。
| 旧 称                | 駅名       | 駅名         | 駅名                     | 駅間 キロ | ※ 累計 キロ                                                          | 接続路線・開業日・備考                                           | 所在地 | 所在地 |
| 旧 称                | 日本語     | 繁体字中国語 | 英語                     | 駅間 キロ | ※ 累計 キロ                                                          | 接続路線・開業日・備考                                           | 所在地 | 所在地 |
| -------------------- | ---------- | ------------ | ------------------------ | --------- | -------------------------------------------------------------------- | ---------------------------------------------------------------- | ------ | ------ |
| 帝 国 製 糖 中 南 線 | 台中駅     | 臺中車站     | Taichung Railway Station | 0.0       | 0.0                                                                  | 台湾鉄路管理局台中線                                             | 東区   | 台中市 |
| 帝 国 製 糖 中 南 線 | 花園駅     | 花園車站     | Huayuan                  | 0.6       | 0.6                                                                  | 旧称：本社前、市場前 1916（大正05）年9月10日開業                 | 東区   | 台中市 |
| 帝 国 製 糖 中 南 線 | 太平駅     | 太平車站     | Taiping                  | 2.9       | 3.5                                                                  | 旧称：太平庄 1916（大正05）年4月11日開業                         | 太平郷 | 台中県 |
| 帝 国 製 糖 中 南 線 | 光隆駅     | 光隆車站     | Guanglong                | 2.3       | 5.8                                                                  | 旧称：車籠埔 1916（大正05）年4月11日開業                         | 太平郷 | 台中県 |
| 帝 国 製 糖 中 南 線 | 番子寮駅   | 番子寮車站   | Fantzuliao               | 1.6       | 7.4                                                                  | 1923（大正12）年4月12日開業                                      | 太平郷 | 台中県 |
| 帝 国 製 糖 中 南 線 | 塗城駅     | 塗城車站     | Tucheng                  | 1.0       | 8.4                                                                  | 1916（大正05）年4月11日開業                                      | 大里郷 | 台中県 |
| 帝 国 製 糖 中 南 線 | 北溝駅     | 北溝車站     | Peikou                   | 1.3       | 9.7                                                                  | 1916（大正05）年4月11日開業                                      | 霧峰郷 | 台中県 |
| 帝 国 製 糖 中 南 線 | 変電所駅   | 變電所車站   | Electrical substation    | 0.6       | 10.3                                                                 | 1935（昭和10）2月5日開業                                         | 霧峰郷 | 台中県 |
| 帝 国 製 糖 中 南 線 | 霧峰駅     | 霧峰車站     | Wufeng                   | 1.7       | 11.4                                                                 | 桐林支線、霧峰工業区支線 旧称：阿罩霧 1916 (大正05)年4月11日開業 | 霧峰郷 | 台中県 |
| 帝 国 製 糖 中 南 線 | 坑口駅     | 坑口乘降場   | Kengkou                  | (13.196)  | (13.196)                                                             | 1916（大正06）年11月30日廃止                                     | 霧峰郷 | 台中県 |
| 帝 国 製 糖 中 南 線 | 六股駅     | 六股車站     | Liuku                    | 2.8       | 14.2                                                                 | 1916（大正05）年4月11日開業                                      | 霧峰郷 | 台中県 |
| 帝 国 製 糖 中 南 線 | 万斗六駅   | 萬斗六車站   | Wantouliu                | 0.8       | 15.0                                                                 | 1918（大正07）年6月29日開業                                      | 霧峰郷 | 台中県 |
| 帝 国 製 糖 中 南 線 | 旧社駅     | 舊社車站     | Chiushe                  | 2.0       | 17.0                                                                 | 1918（大正07）年6月29日開業                                      | 霧峰郷 | 台中県 |
| 帝 国 製 糖 中 南 線 | 烏渓南岸駅 | 烏溪南岸車站 | Wuhsi Nanan              | 1.3       | 18.3                                                                 | 1931（昭和06）年4月15日開業                                      | 草屯鎮 | 南投県 |
| 帝 国 製 糖 中 南 線 | 新豊駅     | 新豐車站     | Hsinfeng                 | 2.8       | 19.8                                                                 | 旧称：新庄 1918（大正07）年6月29日開業                           | 草屯鎮 | 南投県 |
| 帝 国 製 糖 中 南 線 | 草屯駅     | 草屯車站     | Tsautuen                 | 1.7       | 21.5                                                                 | 旧称：草鞋墩 1918（大正07）年6月29日開業                         | 草屯鎮 | 南投県 |
| 帝 国 製 糖 中 南 線 | 林子頭駅   | 林子頭車站   | Lintzutou                | 1.6       | 23.1                                                                 | 1923（大正12）年11月17日開業                                     | 草屯鎮 | 南投県 |
| 帝 国 製 糖 中 南 線 | 省府前駅   | 省府前站     | Shengfuchien             | 1.1       | 24.2                                                                 | 1957年7月4日開業                                                 | 南投市 | 南投県 |
| 帝 国 製 糖 中 南 線 | 営盤口駅   | 營盤口車站   | Yingpankou               | 1.5       | 25.7                                                                 | 1918（大正07）年6月29日開業                                      | 南投市 | 南投県 |
| 帝 国 製 糖 中 南 線 | 林荘駅     | 林莊車站     | Linchuang                | 1.4       | 27.1                                                                 | 1924（大正13）年8月20日開業                                      | 南投市 | 南投県 |
| 帝 国 製 糖 中 南 線 | 半山駅     | 半山車站     | Banshan                  | 1.0       | 28.1                                                                 | 1918（大正07）年6月29日開業                                      | 南投市 | 南投県 |
| 帝 国 製 糖 中 南 線 | 南投駅     | 南投車站     | Nantou                   | 4.3       | 30.0                                                                 | 中寮線 （帝国製糖）1918（大正07）年6月29日開業                   | 南投市 | 南投県 |
| 明 治 製 糖 濁 水 線 | 南投駅     | 南投車站     | Nantou                   | 4.3       | 30.0                                                                 | 中寮線 （帝国製糖）1918（大正07）年6月29日開業                   | 南投市 | 南投県 |
| 南糖駅               | 南糖車站   |              | 0.7                      | 30.7      | 旧称：明治南投→會社前→明糖前→南糖前→南糖 1935（昭和10）年7月24日開業 |                                                                  | 南投市 | 南投県 |
| 三塊厝駅             | 三塊厝車站 | Sankuaitso   | 0.4                      | 31.1      | 中寮線 1935（昭和10）年7月24日開業                                   |                                                                  | 南投市 | 南投県 |
| 新街駅               | 新街站     | Xinjie       | 2.9                      | 33.6      | 旧称：新佳 1911（明治44）年11月18日開業                              | 名間郷                                                           |        | 南投県 |
| 虎子坑               | 虎子坑車站 | Hutzukeng    | 2.3                      | 35.9      |                                                                      | 名間郷                                                           |        | 南投県 |
| 名間駅               | 名間車站   | Mingjian     | 2.5                      | 38.4      | 南北平行予備線二水方面 旧称：湳仔 1911（明治44）年11月18日開業       | 名間郷                                                           |        | 南投県 |
| 濁水駅               | 濁水車站   | Zhuoshui     | 0.8                      | 39.2      | 台湾鉄路管理局集集線 1933（昭和08）年5月31日開業                     | 名間郷                                                           |        | 南投県 |

### 註釈
1. ↑  明治製糖濁水線の前身。二八水は二水の旧称。
2. ↑  8.2マイル